# Hasseris Sogn
Hasseris Sogn er et sogn i Aalborg Budolfi Provsti (Aalborg Stift).
I 1929 blev Ansgars Sogn udskilt fra Budolfi Landsogn, der hørte til Hornum Herred i Aalborg Amt. Resten af landsognet blev til Hasseris Landsogn, som først blev det selvstændige Hasseris Sogn i 1956, hvor Hasseris Kirke var opført. Men Hasseris blev en selvstændig sognekommune, som ved kommunalreformen i 1970 blev indlemmet i Aalborg Kommune.
Skalborg Kirke blev opført i 1969-70. I 1969 blev Skalborg Sogn udskilt fra Hasseris Sogn.
I sognet findes følgende autoriserede stednavne:
- Gammel Hasseris (bebyggelse, ejerlav)
- Hasseris (bebyggelse)
- Mølholm (bebyggelse)